# Каменский, Алексей Васильевич
Алексе́й Васи́льевич Каме́нский (30 июня 1927, Сухум, Социалистическая Советская Республика Грузия — 25 октября 2014, Москва) — советский и российский живописец и график — нонконформист второй половины ХХ — начала XXI века. В сериях камерных, часто многослойных живописных и графических работ чередовал метод широкого обобщения фигуративных сюжетов с приёмами чистой абстракции. Работы Каменского есть в Третьяковской галерее, Государственном Русском музее, Государственном музее Востока, Тульском художественном музее, других музеях России, в частных собраниях в России, Швейцарии, Франции, Германии, и даже Норвегии.

## Биография

### Раннее детство
Алексей Каменский родился в 1927 году в городе Сухуми в семье известного поэта-футуриста Василия Каменского.
Мать будущего художника — певица и педагог Августа Алексеевна Касторская. Дед — композитор, педагог, хормейстер, музыкальный теоретик Алексей Васильевич Касторский. В Сухуми они переехали незадолго до рождения Алексея и купили там дачу на Батарейной горе. Алексей начал рисовать с самого детства — у потомков сохранились его рисунки того времени. В 1934 году семья решила переехать в Москву, чтобы дать ребёнку хорошее образование. В конце 1934 года дача в Сухуми была продана. Перед тем как отправиться в Москву, Алексей с матерью в 1935 году переехали к Василию Каменскому в село Троица в 50 км от Перми. Они провели там несколько месяцев. Алксей сочинял маленькие рассказы, которые сам иллюстрировал — они сохранились. В конце 1935 — начале 1936 года сначала мать Алексея, а потом и он сам уехали из Троицы в Москву.

### Обучение
В Москве Алексей Каменский с матерью Августой Алексеевной Касторской и её родителями поселились в коммунальной квартире на первом этаже 2-этажного дома в Ружейном переулке (этого дома сейчас нет). Касторская преподавала пение, занималась с учениками и на дому. Соседские мальчишки, рассказывал Каменский, написали на стене их дома "здесь живёт «Уи» — по звукам из вокального упражнения, которое пели ученики.
Каменский начал заниматься в кружке изобразительных искусств при Доме пионеров в переулке Стопани. В 1939 году он поступает в только что открывшуюся Московскую среднюю художественную школу. Он занимается также музыкой под руководством деда, играет с ним и матерью в шахматы.
В 1941 году, сразу после начала войны, школа была эвакуирована в Башкирию. Преподаватели и ученики оказались в селе Воскресенском за горами Мугоджарами. В эвакуацию отправилась и мать художника; в местной школе она преподавала музыку.

«В детстве меня беспокоила кажущаяся неполноценность изобразительного искусства рядом с музыкой и литературой, но потом я примирился с этим». (А. К., 1991).

Весной 1943 года школа возвращается в Москву. В 1944 году Каменский из-за болезни легкого месяц не ходил в школу. Болезнь он называл «большой удачей» — в этот месяц он впервые прочел письма Ван Гога, том высказываний знаменитых художников нового и новейшего времени. В 1945 году, сразу после окончании МСХШ, Алексей поступает в художественный институт им. В. И. Сурикова. Государство все больше брало на себя управление культурой и насаждало социалистический реализм, западное искусство было объявлено враждебным и вредным. Годы учёбы в институте Алексей Каменский всегда называл самым тяжелым периодом в своей творческой биографии. Он тогда подумывал о смене профессии — рассматривал варианты журналист, композитор, энтомолог.

«После шести лет обучения в Суриковском институте пришлось потратить не меньше времени на то, чтобы вернуться к утраченному ощущению цельности. В этом помогло понятие „свет“. Световой луч обрисовывает предмет, по пути к глазу он обрастает рефлексами, и, наконец, всё сливается в общий световой поток. Я понял, что свет лично для меня — голубой, и что он — един». (А. К., 1991).

### Творческое становление
С середины 1950-х годов, с наступлением «оттепели», в СССР выходит сразу несколько изданий, посвящённых художникам нового времени, от Эдуара Мане до Пикассо. Алексей Каменский знакомится с искусством западных мастеров, исследует новые изобразительные приёмы. Он всегда очень много ходил по выставкам и постоянно делал в блокноте копии-зарисовки выдающихся мастеров. При это он пытался не столько воспроизвести чью-то работу, сколько понять её структуру, построение. Так появился цикл штудий. Сохранилось несколько сотен сделанных Каменским копий.

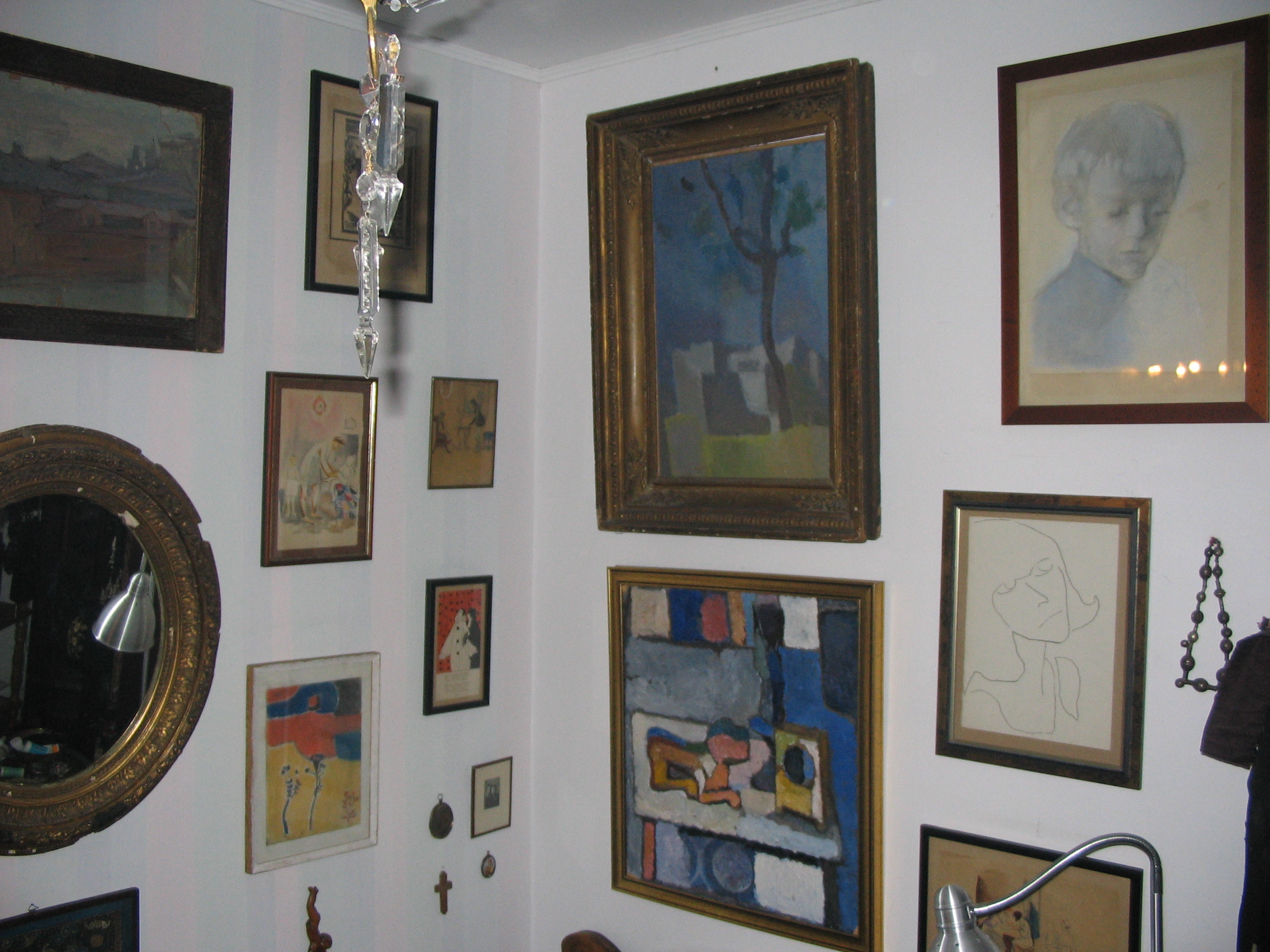
Коллекция живописных и графических работ А. В. Каменского разных лет в квартире его вдовы Марты Каменской
на Малой Грузинской улице в Москве

«Оттепель» давала новые возможности для знакомства с западной культурой. В 1956 году в ГМИИ им. А. С. Пушкина в Москве прошла выставка Пабло Пикассо, организованная при деятельном участии Ильи Эренбурга. Появились возможности и самому выставляться. Весной 1957 года Каменский участвует в 3-й выставке произведений молодых художников Москвы и Московской области.

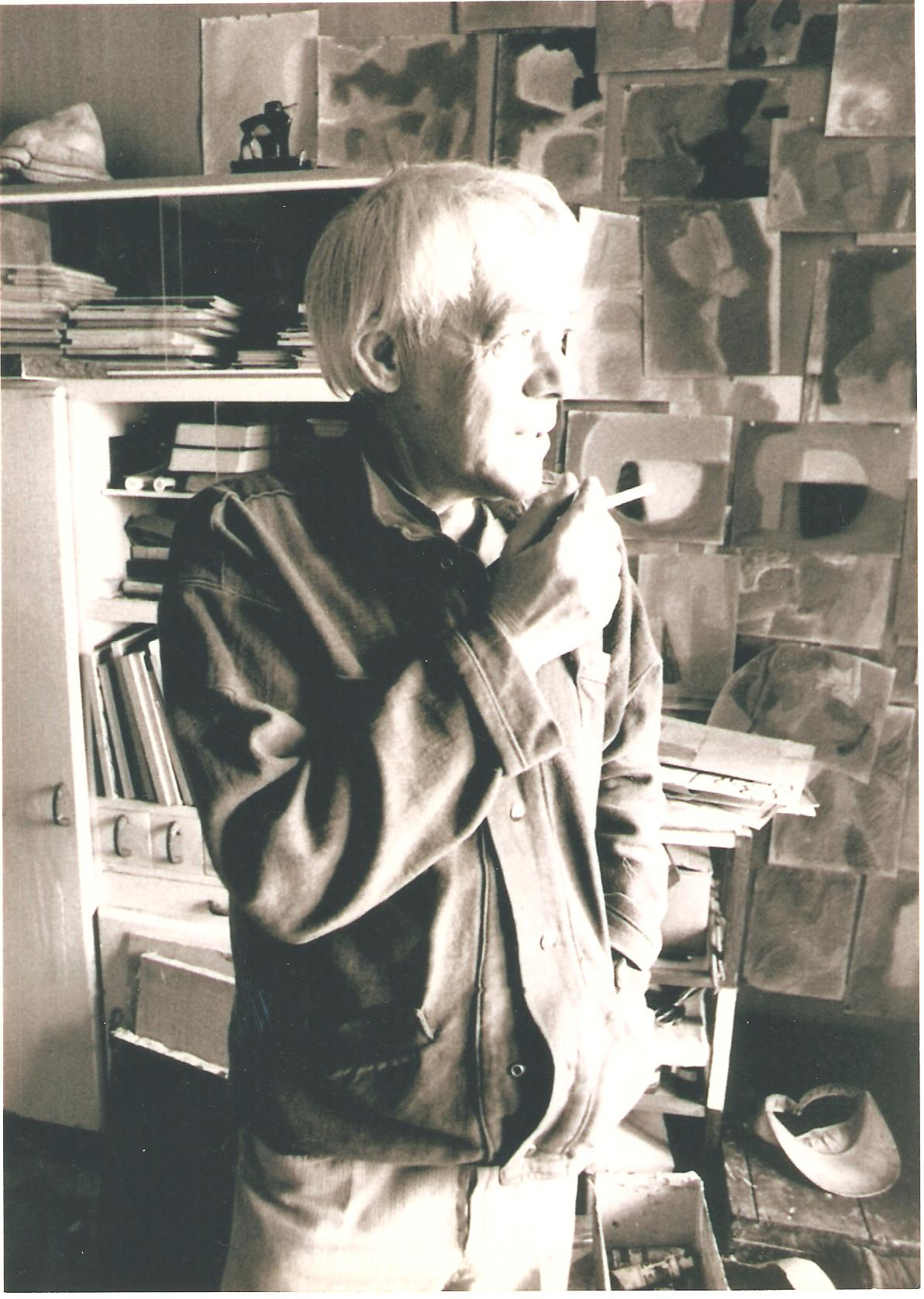
А. В. Каменский.
Москва, 1990-е

В том же, 1957 году, в Москве состоялся VI Всемирный фестиваль молодёжи и студентов. С 30 июля по 20 августа в ЦПКиО имени Горького была организована Международная выставка изобразительного и прикладного искусства (в рамках культурной программы Фестиваля молодежи).
С 20 июля по 20 августа 1957 в Москве, в Академии художеств СССР прошла Всесоюзная выставка произведений молодых художников к VI Всемирному фестивалю молодежи и студентов. В ней участвовало 624 художника, в том числе, Эрик Булатов, Даниэль Митлянский, Дмитрий Плавинский, Оскар Рабин, Иван Чуйков.
25 июля 1959 года в московском парке Сокольники открылась Первая национальная промышленная выставка США; её за 6 недель посетило почти 3 миллиона человек. Среди прочего, здесь были показаны картины и скульптуры известных американских мастеров, включая А. Колдера, Ст. Дэвиса, Ильи Болотовского, А. Горки, М. Ротко, Дж. Поллока.
Национальная выставка Франции в 1961 году открыла новый мир искусства XX века; на примере первых имен в искусстве модернизма в СССР узнали о таких явлениях, как абстракционизм, сюрреализм, экспрессионизм: «Эйфелева башня» / фр. Tour Eiffel Робера Делоне, абстракции Жоржа Матьё, работы позднего Пикассо.
Но уже в 1962 году, когда в московском Манеже Никита Хрущёв устроил скандал на выставке «30 лет МОСХа», стало ясно, что мечты о свободном искусстве в СССР несколько преждевременны.

### Зрелость

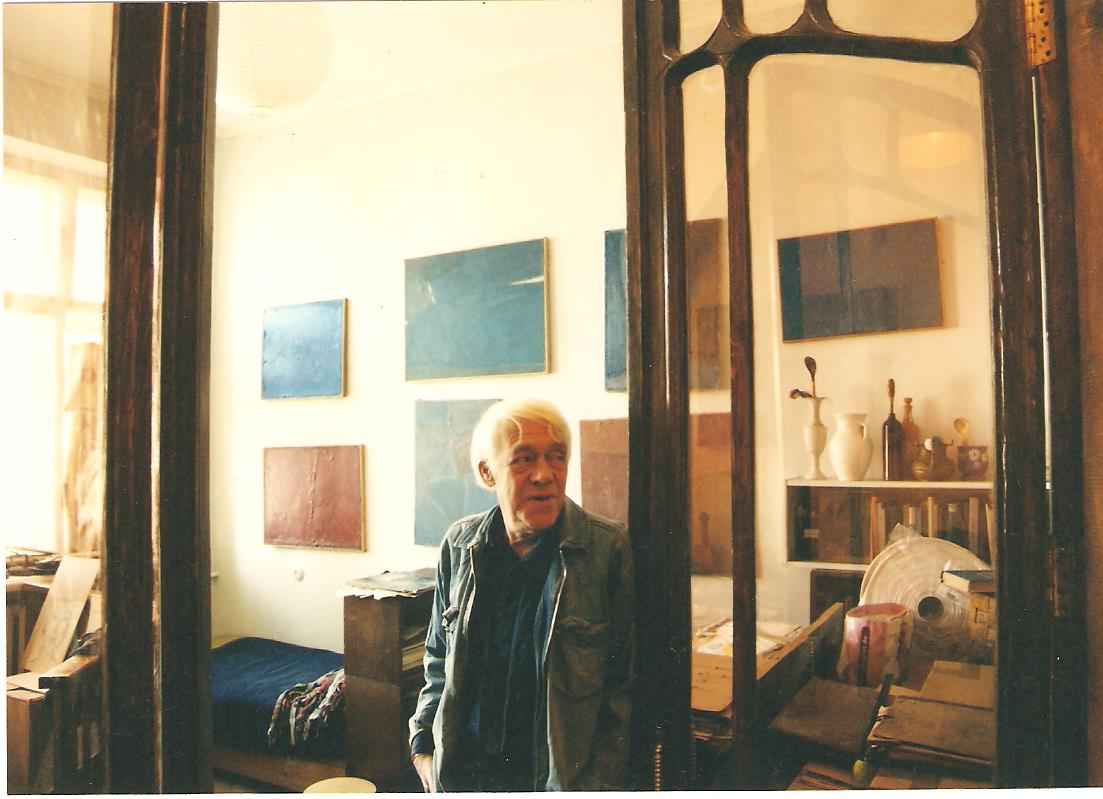
А. В. Каменский в мастерской на Плющихе.
Москва, после 2001

В 1958 году Каменский принят в Союз художников. Теперь должность преподавателя в основанном в 1934 году Заочном народном университете искусств (ЗНУИ) даёт постоянный заработок. Педагоги по почте получали бандероли с работами учеников и по почте же отправляли им консультации. Нередко оказывалось, что студент учится и одновременно отбывает срок. Работы присылали со всей страны. Каменский вспоминал одну из них, присланную из Средней Азии, с подписью «Автопортрет на куче навоза». Позже Каменский некоторое время преподавал и в Полиграфическом институте.
Каменский постоянно делал наброски — за столом в гостях, в транспорте, в поездках по стране. Сохранилось много работ, сделанных в Средней Азии, где он был несколько раз, в Крыму. Он создал большой цикл зарисовок в цирке, в зоопарке, на тренировках борцов, жонглеров, гимнастов, наездников. Чаще всего набросок делался быстро, несколькими выразительными линиями, после чего Каменский мог взять следующий лист и приняться за ту же тему снова, чтобы зтаем найти самый лаконичный и выразительный вариант. Каменский, как он сам это объяснял, таким повторением «учился рисовать именно эту картину». Избранные наброски Каменский превращал в работы маслом — перед этим следовала целая серия подготовительных эскизов, в которых первоначальный набросок упрощался и обобщался разными способами. Постепенно проясняется собственная концепция творчества: «Впечатление „раскалывает“ натуру. Задача художника собрать расколовшиеся куски на картинной плоскости по-новому».
Среди работ Каменского, помимо масла — пастели, акварели, рисунки цветными карандашами, углем, тушью.

«Я не придаю слишком большого значения содержанию, психологии, настроению. В своих внутренних рассуждениях я не останавливаюсь перед словом „бессмысленность“, так как, по-моему, только бессмысленность по-настоящему бескорыстна». (А. К., 1991).
С середины 1970-х до конца 1980-х художник создаёт иллюстрации к детским сказкам, в основном, в технике темперной живописи. Это была работа для заработка, заказы на такие иллюстрации предоставлял художникам МОСХ (Московский союз художников), а система их получения называлась «гарантированная зарплата». Каменский, всегда оставаясь абсолютно «антисоветским» человеком, тем не менее признавал, что для художников советское государство в материальном плане довольно неплохие условия.
В середине семидесятых удаётся устраивать небольшие однодневные выставки и квартирники; — возможность познакомить со своими работами узкий круг коллег и просвещённых зрителей.
В конце 1980-х Алексей Каменский даёт выход юношескому увлечению и иллюстрирует мировую поэзию. Старается с помощью рисунка воспроизвести основную идею
произведения: неустанно рисует варианты к стихам Велимира Хлебникова, Владимира Маяковского, Василия Каменского, Валерия Брюсова, Поля Элюара, Андре Бретона. С этого времени Каменского чаще приглашают участвовать в зарубежных выставках.
Полотна художника попадают в коллекции Германии, Франции, Норвегии, США, Швейцарии. Организуются персональные выставки А. Каменского.
24 октября 2014, около 22 часов, Алексей Васильевич Каменский скончался в своей квартире в Москве, где он жил вместе с сыном и его семьей. Похоронен на Введенском кладбище (23 уч.).
Первая в России посмертная персональная выставка Алексея Каменского открылась 30 июня 2017 года в Москве, в Nadja Brykina Gallery на Мясницкой. Следующая — осенью того же года в выставочном зале журнала «Наше наследие».

## Персональные выставки
2025, 30 июня, Nadja Brykina Gallery/The Museum Of Nonconformism. Вечер памяти Каменского в честь 98-летия со дня рождения.
2025, февраль-март, Галерея Назарова, Липецк. Просто искусство. Пастель, акварель. (Из собрания Юрия Петухова)
2017, 12 — 29 сентября, Москва. «Чаепитие у Каменского. К 90-летию художника Алексея Васильевича Каменского (1927—2014)». Графика из частного собрания. Выставочный зал журнала «Наше наследие».
2017, 30 июня — 15 июля, Москва. Nadja Brykina Gallery «Алексей Каменский. 1927—2014».
2014, весна. Выставка в галере «Проун»
2011, февраль, Москва. «Алексей Каменский. Пастели». Работы, созданные в 1960—1980-е годы. Галерея «2.36»
2011, Москва. «Работы на бумаге», открытый клуб
2009, осень, Москва. Выставка в галерее А3
2009, март-апрель, Москва. Галерея «На Солянке»
2007, июнь, Москва. «Лики времени. Литературные образы и впечатления в графике и живописи Алексея Каменского». Гостиная Музея Андрея Белого на Арбате
2007, Цюрих. Алексей Каменский. Ретроспектива. Галерея Нади Брыкиной
2007, Кострома. Муниципальная художественная галерея.
2006, Москва. Выставка в выставочном зале журнала «Наше наследие»
1998, Москва. Алексей Каменский, Михаил Крунов. Выставочный зал на Профсоюзной.
1998, Москва. А. Каменский, В. Николаев, ЦДРИ.
1980-е, 2-я половина, Москва. Выставка в Доме художника на Кузнецком, 11

## Некоторые выставки с участием Каменского
2024, 22 марта - 21 апреля, Центральный выставочный зал, Пермь. "Голова в облаках", выставка к 140-летию Василия Васильевича Каменского, где было также представлено творчество его потомков и родственников - художников Алексей Васильевича Каменского и Василия Васильевича Каменского (мл.), модельера Марты Каменской, скульптора Василия Алексеевича Каменского (правнук поэта). 
2021, 17-20 сентября, ярмарка Cosmoscow. Москва, Манеж. Работы Алексея Каменского, Марлена Шпиндлера и Владимира Андреенкова из собрания Nadja Brykina Gallery.
2017-2018, 13 декабря — 26 января, Москва. Nadja Brykina Gallery. «Художники-нонконформисты Владимир Андреенков, Алексей Каменский, Андрей Красулин, Борис Отаров, Николай Маркаров, Марлен Шпиндлер… (и др.)»
2017, октябрь-ноябрь, Москва. Галерея «Ковчег». Выставка «Красный. Октябрь» («красный цвет без политических и этнографических коннотаций»).
2011. Москва, Государственный музей Востока. «Паломники в страну Востока».
Произведения российских художников XX — начала XXI века
из собрания Государственного музея Востока и частных коллекций.
2008, 13-25 мая, Москва, Галерея А3. «Без названия». Алексей Каменский, Евгений Вахтангов, Андрей Гросицкий, Владимир Опара, Клара Голицына и другие.

«Картина без названия — это прекрасная возможность для зрителя начать восприятие со зрительных ощущений. Название может оказаться столь значительным, что может увести зрителям от самого главного — пластического смысла картины» (А. К., из каталога к выставке)
2005, 10-18 декабря, Москва, Центральный дом художника. Выставка-ярмарка «Полвека советского искусства (1930—1980-е гг.)». Работы представила галерея «Д`АРТ».
1996, 16 мая — 9 июня, Москва, галерея «Нагорная», галерея «Эстетик». «ПУТИ. Абстракция на пороге нового века».
1991. Москва, Государственная Третьяковская галерея. «Другое искусство».
1989-1990. Групповые выставки в Болгарии и Польше.
1987. Москва, Творческое объединение «Эрмитаж».

## Работы А. Каменского

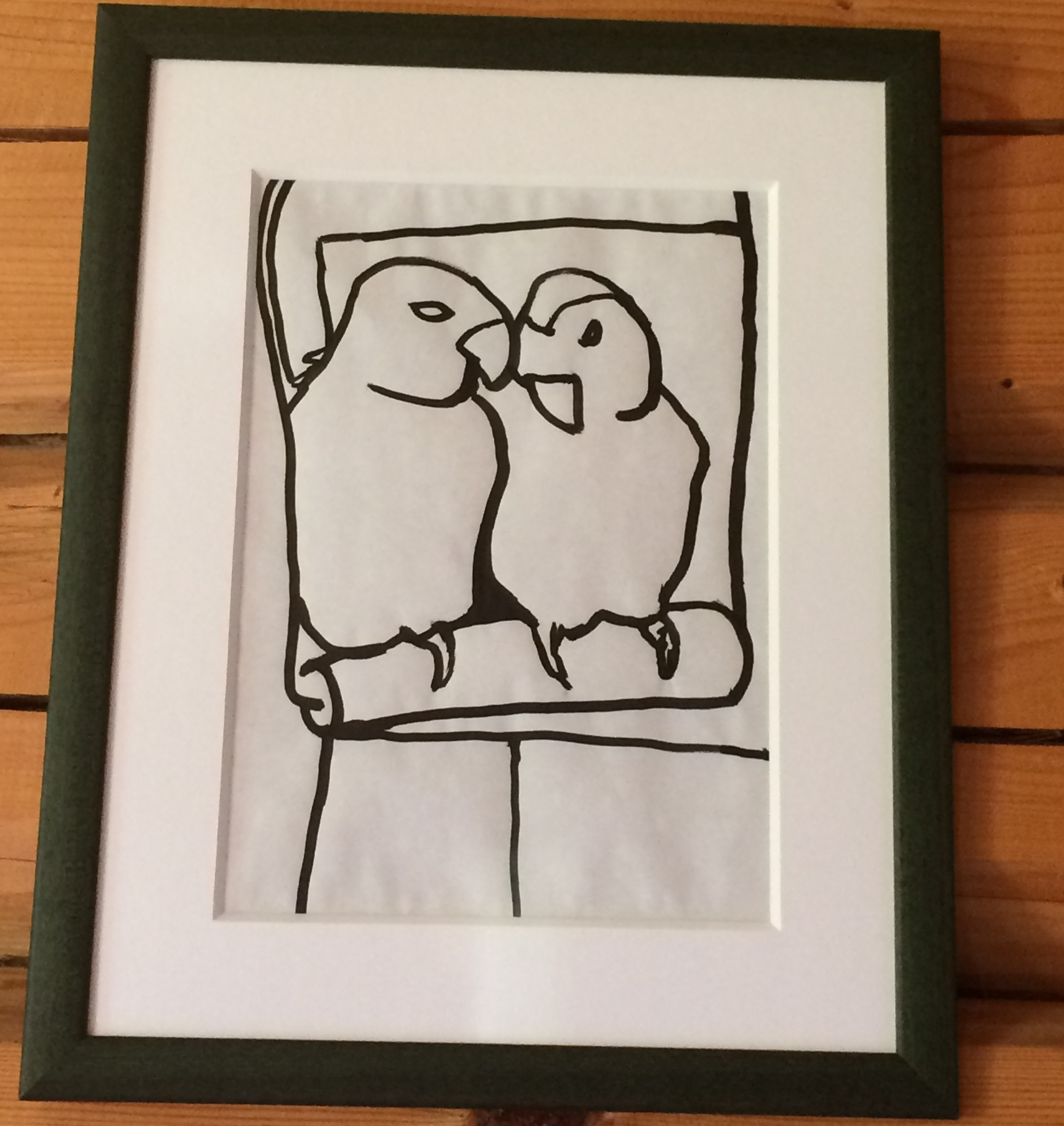
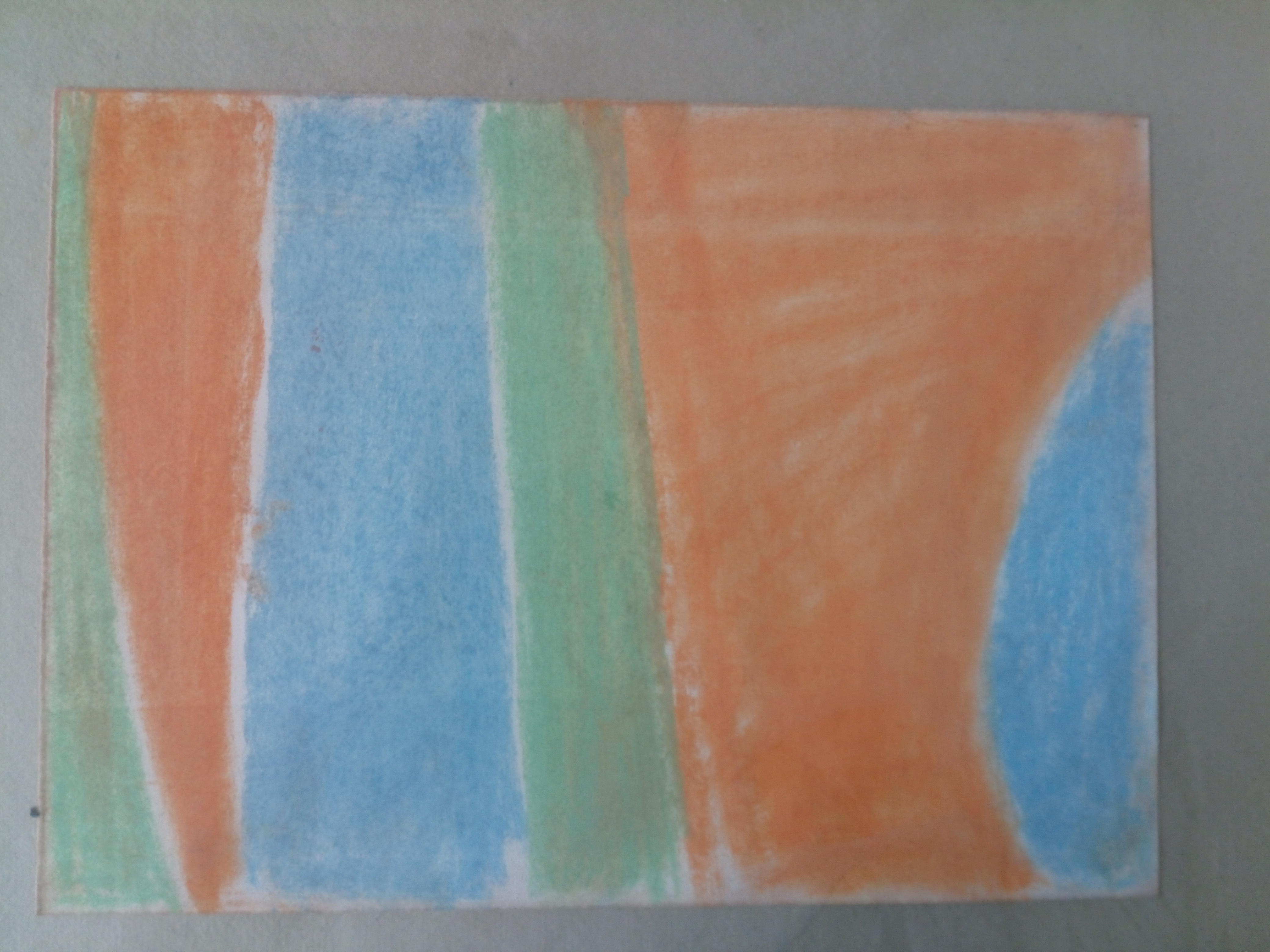
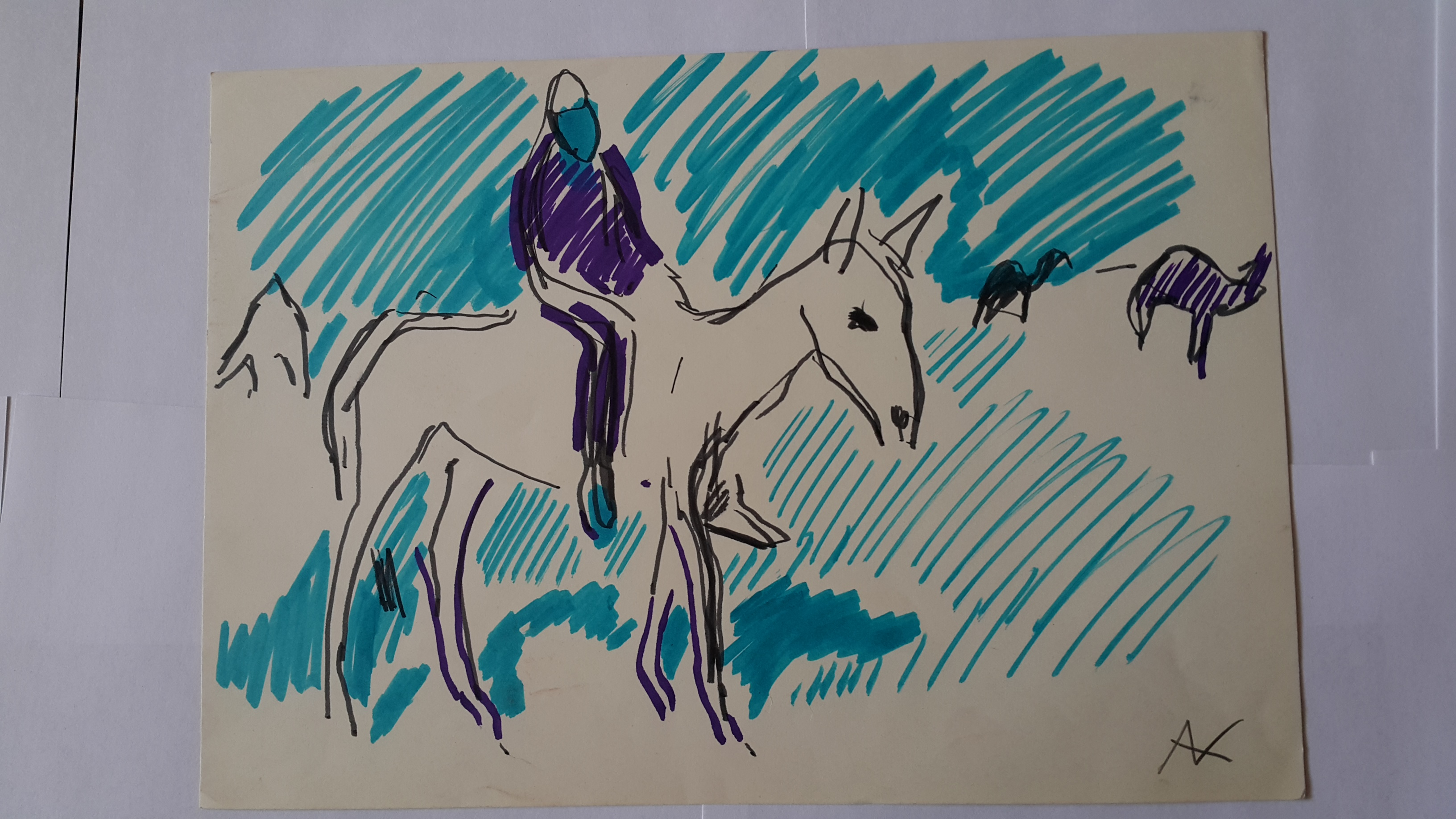

- Абстракция. 1969. Бумага, пастель. 30,1 × 42 см
- Аквариум. 1969. Бумага, пастель.19.2 × 21.4 см
- Аквариум, 1970. Картон, пастель 50 × 58.5 см
- Вечернее кафе, 1971. Бумага, масло.
- Голицыно. 1974. Бумага, пастель. 29,5 × 21 см
- Закат. 1989. Бумага, тушь 30,7 × 43.0 см
- Портрет, 1989. Бумага, пастель, 29,3 × 27 см. Частная коллекция, Москва
- Огонь в камине. No. 6, 1996. Холст, масло 73 × 54 см.
- Море вечером, 1998. Холст, масло 40 × 50 см
- Закат в горах, 1999. Холст, масло 60 × 80 см.
- Деревья и фигуры, 1989. Пастель, 25х35, из Коллекции Игоря Катаева, Пермь

## Книги и статьи о Каменском
- Александр Щербинин. Живописные идеи художника Алексея Каменского // «Журнал "Собрание. Искусство и культура"» : журнал. — М., 2020. — № 11 (56), март.
- Алексей Каменский. Удаляя лишнее / Автор проекта Юрий Петухов. — Москва: ModernArtConsulting, 2017. — 248 с. — 500 экз. — ISBN 9785894490519.
  - Воспоминания внучки А. В. Каменского Марианны Каменской из книги «Удаляя лишнее»
  - Воспоминания художницы Кати Демьяновой из книги «Удаляя лишнее»
  - Статья Дмитрия Смолева в The Art Newspaper Russia в связи с выходом новой книги о Каменском.
- Alexei Kamensky / Вступительная статья Нади Брыкиной. — Цюрих: Nadja Brykina Gallery, 2003. — 421 с. — ISBN 5901401204.

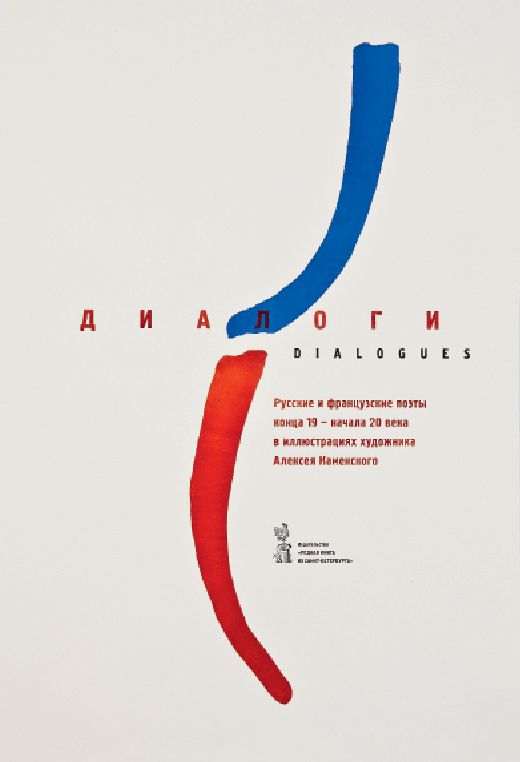
Диалоги. Dialogues

- "Чистое впечатление" / Статья про А.В. Каменского в журнале "Русская Швейцария. — декабрь 2007.
- Алексей Васильевич Каменский / Вступительная статья Анны Чудецкой. — М.: Фонд Modern Art Consulting, 2005. — 64 с. — 500 экз.
- Избранная поэзия русских и французских авторов. Иллюстрации Алексея Каменского. Alexei Kamensky Illustrations - Poesies choisies d'auteurs Russes et Français / Nadja Brykina. — Zurich: Brykina Gallery, 2007. — Т. 1. — 336 с. — 500 экз. — ISBN 9783952315569. Архивировано 23 марта 2013 года. (рус.) (фр.)
- Избранная поэзия русских и французских авторов. Иллюстрации Алексея Каменского. Alexei Kamensky Illustrations — Poesies choisies d'auteurs Russes et Français / Nadja Brykina. — Zurich: Brykina Gallery, 2007. — Т. 2. — 604 с. — 500 экз. — ISBN 9783952315576. Архивировано 23 марта 2013 года. (рус.) (фр.)
- ДИАЛОГИ. DIALOGUES. Русские и французские поэты конца 19 – начала 20 века в иллюстрациях художника Алексея Каменского. — СПб.: "Редкая книга из Санкт-Петербурга", 2012. — 96. с.
- Саша Балашов. Алексей Васильевич Каменский. — М.: Agey Tomesh, 2007. — 232 с. — (Новая история искусства). — ISBN 9785910020164.
- Михаил Красилин. Скрытое искусство Алексея Каменского // «Наше наследие» : журнал. — М., 2008. — № 87. — ISSN 0234-1395.
- Саша Балашов: Прощальное слово — «Каменский. Светлая память»

## Книги о Каменском и других художниках
- О. Шихирева, Ж.-К. Маркадэ, М. Тухман, А. Боровский и др. Абстракция в России. XX век (комплект из 2-х книг + CD-ROM). — СПб.: Palace Editions, 2001. — 814 с. — (Государственный Русский музей / альманах). — ISBN 5933320595.
- Знаковая линия. Каталог выставки. М., Галерея «2.36», 2007. 168 с.
- Русская и европейская графика XX века. М., Галерея «2.36», 2009. 416 с.
- Ревизия материала. Каталог выставки, Государственная Третьяковская Галерея. М., 2005. 138 с.
- Каталог «Вместо предисловия. Часть первая». «Галерея 2.36», М., 2007.
- Андрей Диллендорф. Владимир Ильющенко. Алексей Каменский. Ирина Лаврова. Лючио Поцци. Игорь Пчельников. Лиз Тонт. Марианна Эльконина. Маргарита Юркова : Каталог выставки / Составитель Е. А. Лисенкова. — М.: Советский художник, 1991. — 72 ненум. с. — 1500 экз. — ISBN 5269007177.
- Неофициальная встреча Каталог к выставке в Государственном Русском музее. Из коллекции Н. Брыкиной, Швейцария. Palace Editions, СПб. 192 с.